# Costel Mozacu
Costel Ciprian Mozacu (n. 30 septembrie 1976, Plopii-Slăvitești, România), este un fost fotbalist român, care a evoluat pe postul de mijlocaș.
A jucat pentru echipele:
- Steaua București (1994-1996)
- Steaua Mizil (1996)
- Tractorul Brașov (1996-1997)
- Olimpia Satu Mare (1997-1999)
- Oțelul Galați (1999-2001)
- Petrolul Ploiești (2000-2001)
- Oțelul Galați (2001-2003)
- FC Brașov (2003-2004)
- Oțelul Galați (2004-2005)
- FC Național București (2005-2007)
- Aris Limassol (2006-2008)

## Legături externe
- Costel Mozacu la romaniansoccer.ro